# Pocona
Pocona est une ville dans la province de Carrasco en Bolivie, dans le département de Cochabamba. 
La commune a une superficie de 870 km2 et compte une population de 10 750 habitants selon le recensement INE 2012.

## Histoire
Le site archéologique d'Incallajta se trouve à Pocona.
La population est d'origine quechua. 
Pocona a été fondée par des missionnaires franciscains vers 1535. Le conquistador Nicolas de Heredia, en lutte contre Francisco de Carvajal, y est tué en août 1546.
Le 24 mai 1812, à environ cinq kilomètres au nord-ouest de la ville, le caudillo et commandant Esteban Arze (es) avec une petite troupe affronte l'armée royaliste de José Manuel de Goyeneche, dans ce qui porte le nom de Bataille del Kewiñal. 
L'armée de Goyeneche se déplace plus tard vers Cochabamba pour vaincre les insurgés lors de la bataille de La Coronilla le 27 mai 1812.